# جداکردن زرده

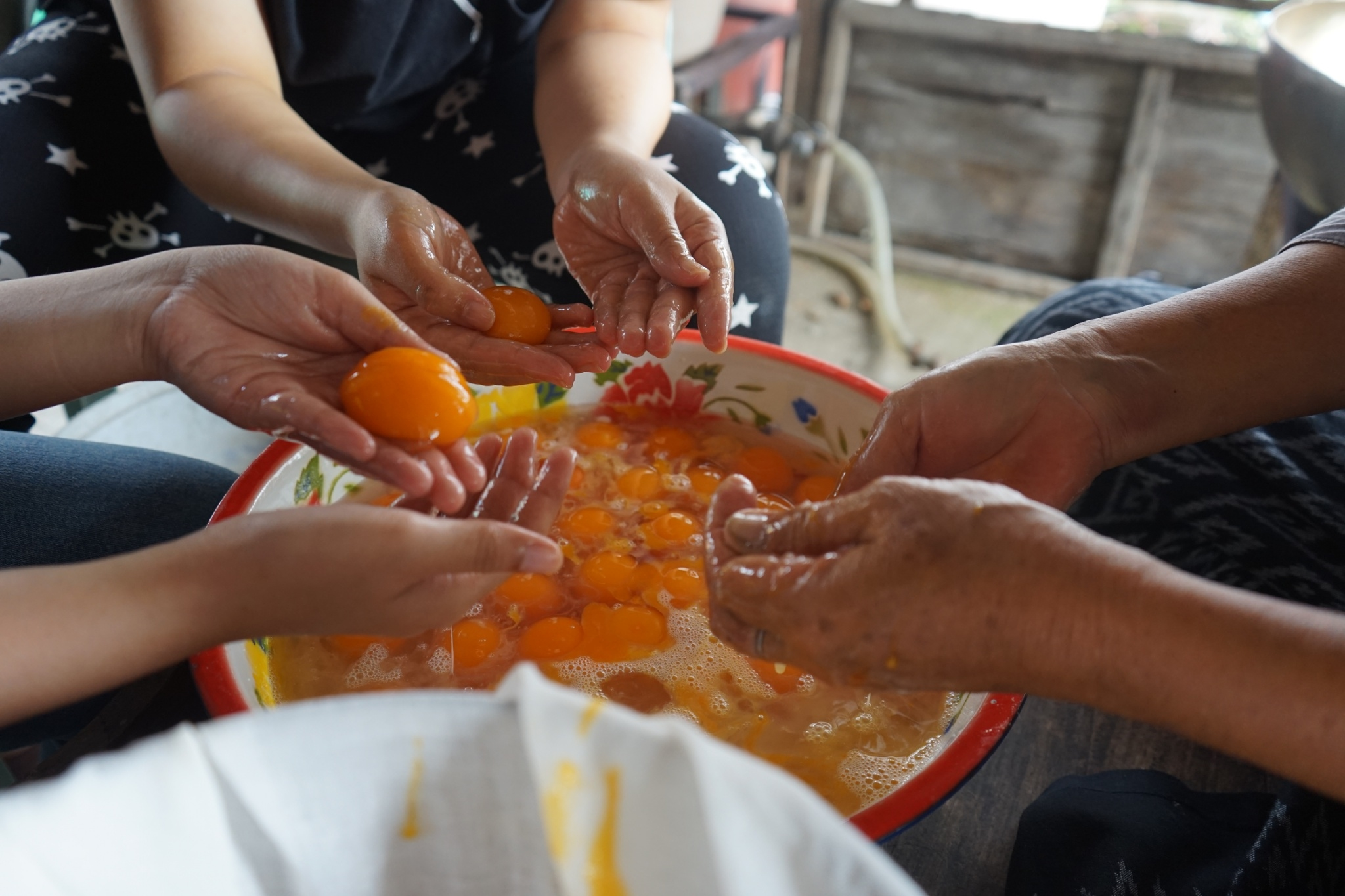
جدا کردن زرده با دست برای تهیه شیرینی تایلندی

جدا کردن زرده (و سفیده) فرآیندی است که معمولاً در پخت و پز استفاده می‌شود و در آن زرده تخم‌مرغ از سفیده تخم‌مرغ جدا می‌شود. این کار اجازه می‌دهد تا یک بخش از تخم‌مرغ بدون بخش دیگر آن استفاده شود یا هر بخشی به روش خود عمل شود. به عنوان مثال، دستور پخت کاستارد به زرده تخم‌مرغ نیاز دارد.
رایج‌ترین دلیل جدا کردن زردهٔ تخم‌مرغ‌ها این است که سفیده‌ها را می‌توان هم زد. همچنین، از آنجایی که کلسترول تنها در زرده یافت می‌شود، استفاده تنها از سفیده تخم‌مرغ در دستور غذا سبب کاهش چشمگیر کلسترول آن می‌شود.

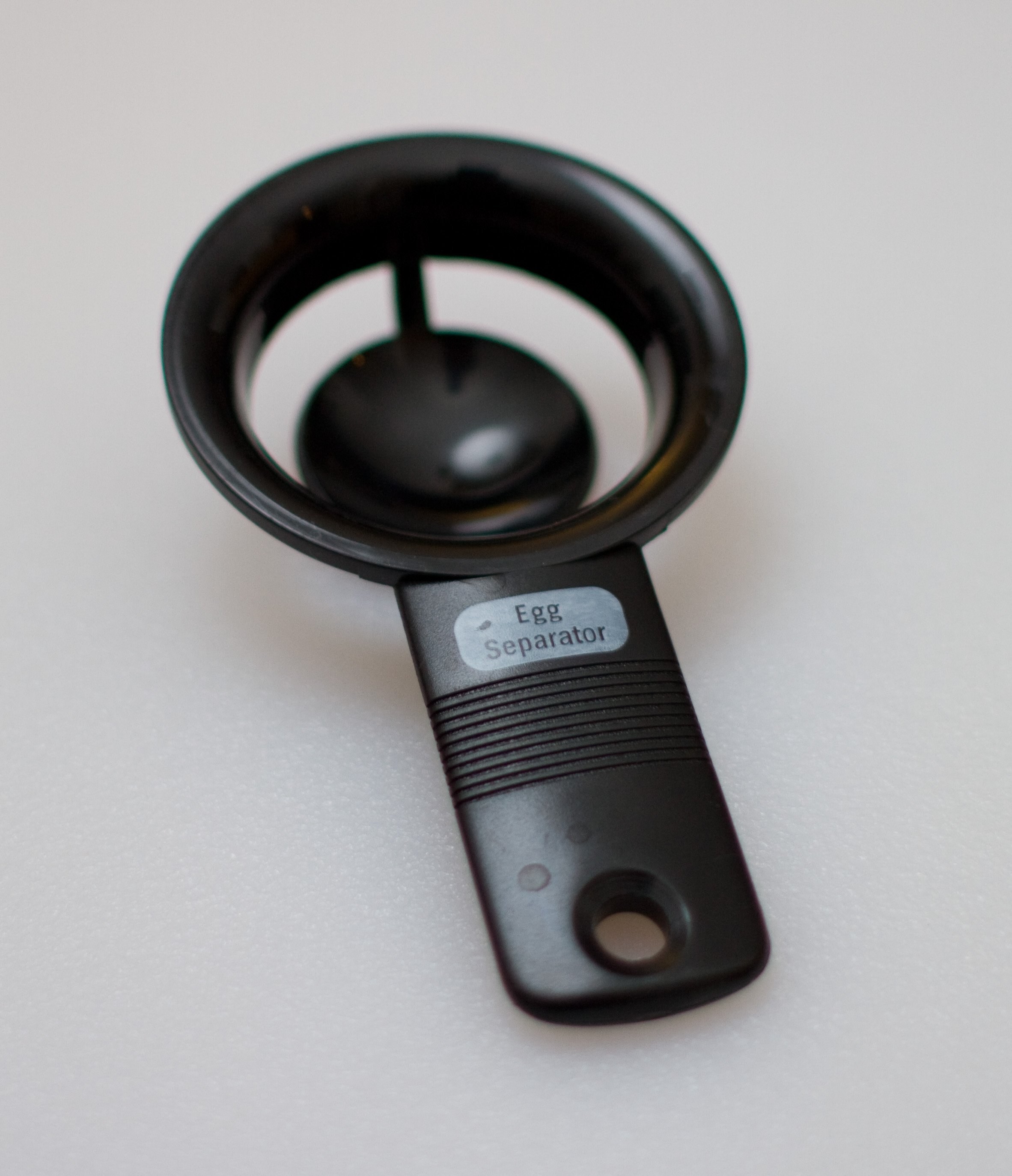
جداکننده زردهٔ تخم‌مرغ